# People’s Defence Force

Fahne der People’s Defence Force

Als People’s Defence Force (Birmesisch:ပြည်သူ့ကာကွယ်ရေးတပ်မတော်, deutsch „Volkswehr“), kurz PDF, werden die bewaffneten Einheiten der National Unity Government (NUG), der Exilregierung von Myanmar, genannt.

## Geschichte
Die PDF wurden nach dem Militärputsch am 1. Februar 2021 von der Exilregierung am 5. Mai 2021 gegründet. Seit dem Oktober 2021 verfügen die verschiedenen Einheiten der PDF über ein gemeinsames Oberkommando, das in Englisch Central Command and Coordination Committee, kurz C3C genannt wird. Bereits am 8. Mai 2021 erklärte die Militärregierung die PDF als terroristische Organisation. Die PDF arbeitet mit verschiedenen bewaffneten, ethnischen Organisationen des Landes zusammen (Englisch: Ethnic Armed Organization kurz EAO). Um die Koordination mit diesen zu erleichtern wurde ein Komitee geschaffen, das in Englisch Joint Command and Coordination committee kurz J2C genannt wird.

## Aufbau

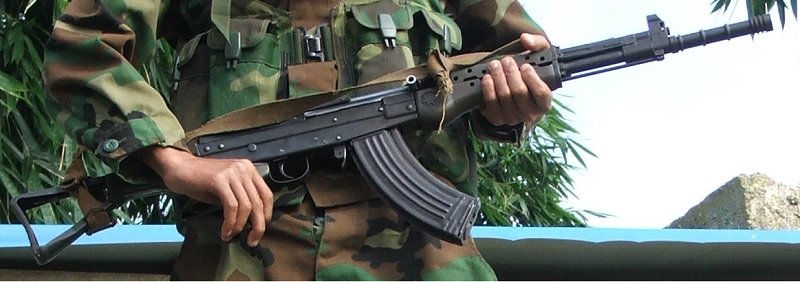
Sturmgewehr Modell 81 aus der Produktion der KIA

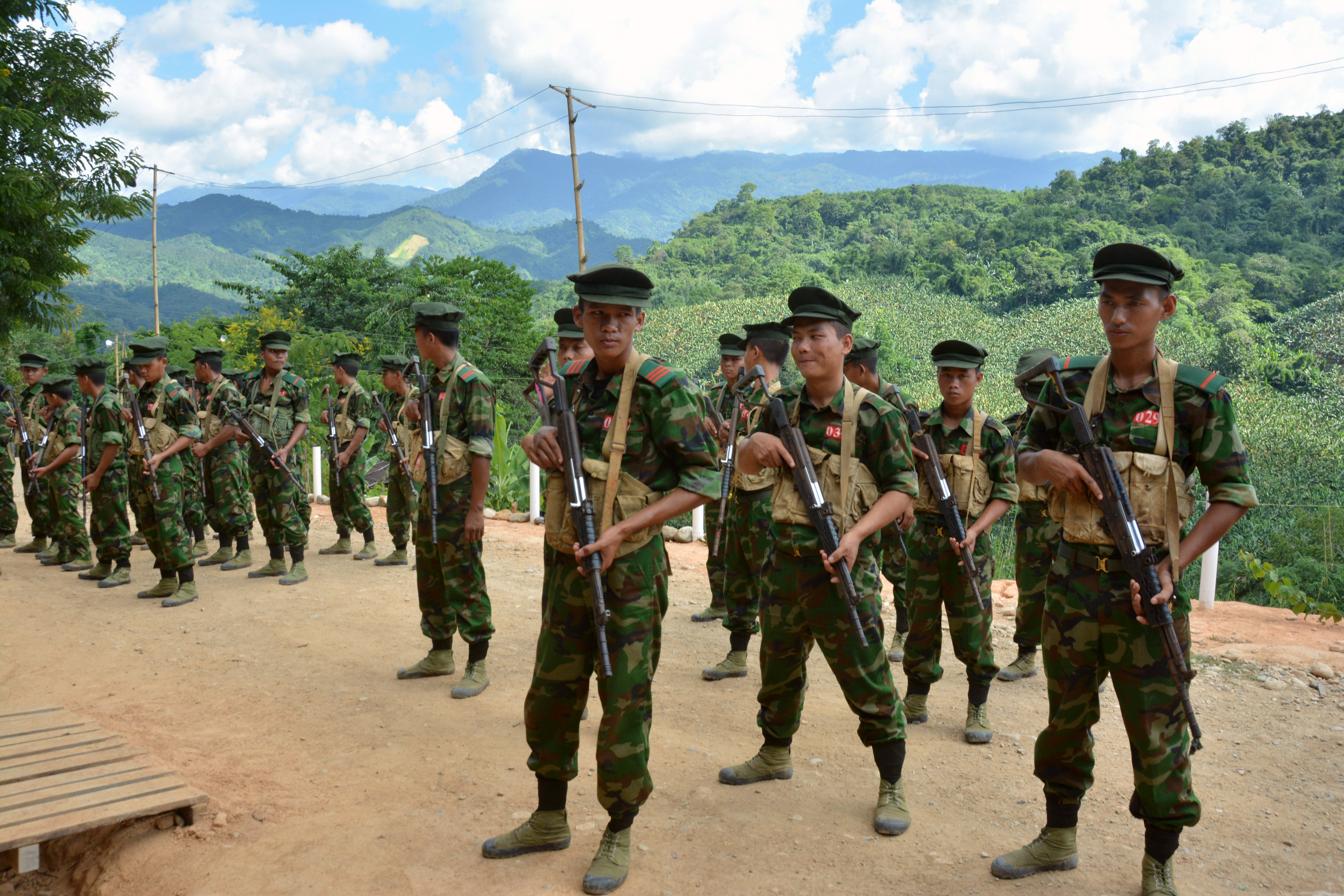
Truppen der KIA beim Training

Die PDF befand sich 2023 erst im Aufbau. Die PDF setzen sich aus Brigaden, die 5 Bataillone umfassen, zusammen. Ein Bataillon besteht aus 4 Kompanien. Eine Kompanie setzt sich aus drei Zügen zusammen. Ein Zug aus drei Gruppen, eine Gruppe aus drei Trupps. Im Oktober 2022 soll die Stärke der PDF 65.000 Mann betragen haben. Davon waren nur 25 % mit modernen Waffen ausgestattet, 40 % mit selbstgebauten Waffen oder Jagdgewehren. Während die meisten PDF-Einheiten von der NUG aufgebaut wurden, wurden andere zusammen mit EAO’s geschaffen. So handelt es sich zum Beispiel bei den Kachin People’s Defence Forces kurz KPDF um Einheiten unter dem Kommando und Führung der Kachin Independance Army kurz KIA. Da die EAO über jahrzehntelange Erfahrung im Kampf mit der Zentralregierung und ausreichend Waffen verfügen, übernehmen diese primär die Führung von Operationen. Diese operieren aber unter dem Zentralbefehl der NUG. Die eigentlichen PDF sind dagegen schlecht ausgebildet und ausgerüstet. 2023 waren sie nur zu Guerilla-Operationen in der Lage, während die Einheiten der EAO’s zu militärischen Operationen in der Lage waren. Im Oktober 2022 gab es 221 PDF-Bataillone, die von der NUG geschaffen wurde und 80 Bataillone die von EAO’s stammen.
PDF-Einheiten werden oft zuerst von lokalen Politikern oder Gruppen aufgestellt und privat finanziert. Solche Einheiten werden Local Defense Forces kurz LDF genannt. Sie operieren lokal und dienen zur Verteidigung zum Beispiel eines Dorfes. LDF werden nicht von der NUG koordiniert oder kommandiert. Eine Zwischenstufe stellen People’s Defence Teams kurz PDT dar. PDT’s können von der NUG als PDF’s anerkannt werden. Stand Oktober 2022 warteten 63 PDT auf den die Anerkennung als PDF. PDF werden aber auch von der NUG aufgestellt und ausgerüstet. Dafür schuf die NUG 60 Waffenproduktionsstätten, oft in Zusammenarbeit mit EAO’s.